# In Another Land/The Lantern
In Another Land/The Lantern è un singolo dei Rolling Stones, pubblicato nel 1967 dalla London Records solo nel Nord America quale primo estratto dall'album Their Satanic Majesties Request. 

## Tracce
LATO A
1. In Another Land – 2:48 (Bill Wyman)

LATO B
1. The Lantern – 4:24 (Mick Jagger, Keith Richards)

## Formazione
The Rolling Stones
- Mick Jagger – voce, percussioni
- Keith Richards – chitarra, cori
- Brian Jones – mellotron, dulcimer, chitarra, arpa, flauto dolce, sassofono, organo, percussioni, cori, effetti sonori, glockenspiel, percussioni, Güiro, sintetizzatore
- Bill Wyman – basso, percussioni, cori; voce in In Another Land
- Charlie Watts – batteria, percussioni, tabla

### Altri musicisti
- Ronnie Lane – cori in In Another Land
- Steve Marriott – chitarra ritmica e cori in In Another Land